# Bistum Angers
Das in Frankreich gelegene Bistum Angers (lat.: Dioecesis Andegavensis) wurde bereits im 4. Jahrhundert in Angers begründet und gehörte bis 2002 der Kirchenprovinz Tours an. Am 16. Dezember 2002 folgte der Wechsel in die Kirchenprovinz Rennes. Das heutige Diözesangebiet entspricht dem Département Maine-et-Loire.

## Weblinks

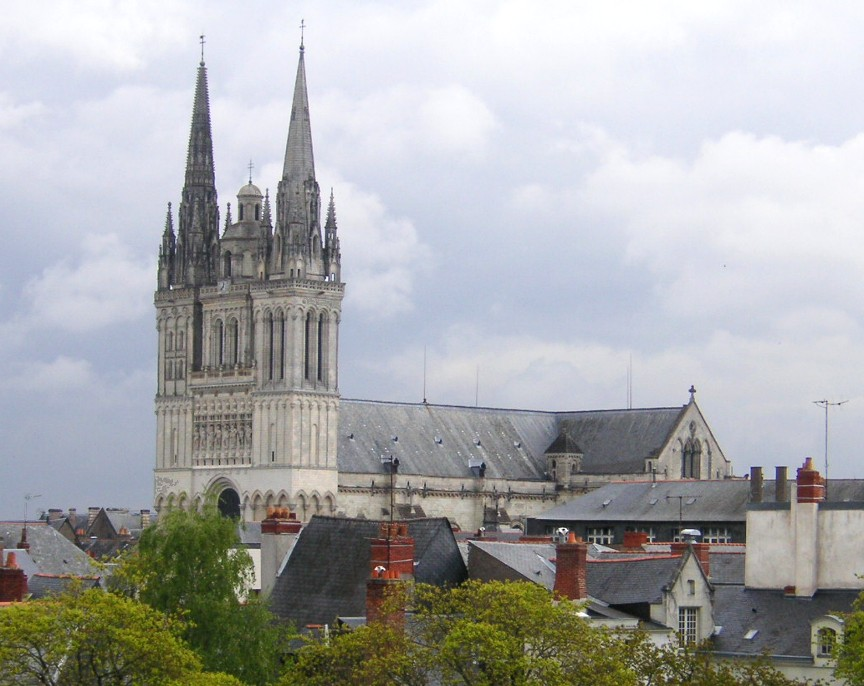
Kathedrale Saint-Maurice, Angers